# Galphimia langlassei
Galphimia langlassei är en tvåhjärtbladig växtart som först beskrevs av Sidney Fay Blake, och fick sitt nu gällande namn av C.E.Anderson. Galphimia langlassei ingår i släktet Galphimia och familjen Malpighiaceae. Inga underarter finns listade i Catalogue of Life.